# Октавія Батлер
Октавія Естелль Батлер (англ. Octavia Estelle Butler; 22 червня 1947, Пасадена, Каліфорнія, США — 24 лютого 2006, Санта-Барбара, Лейк-Форест-Парк, Вашингтон, США) — американська письменниця, одна з найвідоміших американських чорношкірих фантастів.

## Життєпис
Октавія Батлер народилася в Пасадені (штат Каліфорнія) 22 червня 1947 року. Батько помер рано, мати виховувала її сама. Через хворобливу сором'язливість та розвиток дислексії Октавія погано навчалася у середній школі. Навчання продовжила в Пасаденскому коледжі (1965—1968 роки), вивчаючи літературу на вечірніх заняттях. У цей період Октавії доводилося працювати вдень. Після коледжу вступила в Університет штату Каліфорнія, відвідувала курси, але «перемкнувшись» на навчання у семінарах, університет не закінчила.
У 1969—1970 роках Батлер займається в рамках «Програми відкритих дверей Гільдії американських сценаристів Заходу» (Open Door Program of the Screen Writers' Guild of America, West). Влітку 1970 року, під патронатом Гарлана Еллісона, почала відвідувати відомий шеститижневий «Кларіонський семінар» (Clarion Science Fiction and Fantasy Writers Workshop) в місті Кларіон (штат Пенсільванія). Після цього Батлер повністю переключилася на літературу. Тривалий час жила в Лос-Анджелесі. У вісімдесятих роках була запрошена у СРСР у складі делегації американських авторів.
У листопаді 1999 року Батлер переїздить у Сієтл, де на кошти гранту від Макартурівської спілки купує будинок.
Ведучи усамітнений спосіб життя, Батлер була частою гостею «Кларіонського семінару», входила до жіночої спільноти «Delta Sigma Theta Sorority», а також консультантом у правлінні Музею наукової фантастики та Зали слави (Science Fiction Museum and Hall of Fame) у Сієтлі.
В останні роки життя в Октавії Батлер були гіпертонія та серцева недостатність. В останні десять років багато витратила на лікування, але її охоплювала все більша апатія та сонливість.
Октавія Батлер померла 24 лютого 2006 року в лікарні «Northwest Hospital».
У 2021 році НАСА назвало місце посадки марсохода Персеверанс на Марс на її честь.

## Особисте життя
Батлер ніколи не виходила заміж і не мала дітей. Вона часто описувала себе як «щасливу відлюдницю». Після її смерті у 2006 році кілька некрологів визнали її лесбійською письменницею-фантасткою. Деякі з її близьких друзів описували її як бісексуальну, асексуальну та гетеросексуальну.

## Твори
- 1979: новела «Споріднені»
- 1994: роман «Притча про сіяча»
- 1998: роман «Притча про таланти»